# Mezzo piano (ファッション)
mezzo piano（メゾ ピアノ）は、ナルミヤ・インターナショナル（以下：ナルミヤ）の女の子向けファッションブランド。

## 概要
「mezzo piano」は1988年に登場したブランドで、ナルミヤの子供服ブランドにおいては最も歴史の古いブランドである。イタリア語に直訳すると音楽記号のメゾピアノと同じで「やや弱く」という意味である。現在は「pom ponette（ポンポネット）」・「Lindsay（リンジィ）」と、かつては「ANGEL BLUE（エンジェルブルー）」と共にナルミヤの主力ブランドであり、百貨店のナルミヤコーナーの多くを占めている。
乳幼児から小学校中学年までの女児をターゲットとした「mezzo piano」と小学校高学年・中学生のティーンに当たる少女をターゲットとした「mezzo piano junior」及び「Melteen」があり、140サイズ（標準体型の身長140cmに対応したサイズ）を境に分かれ、百貨店によっては売り場も分かれていることがある。
公式キャラクターはうさぎをモチーフとした「みみ」と「ベリエ」、くまをモチーフとした「ぽぽ」・「ブルーベリエ」・「コロン」が存在する。「pom ponette」や「Lidsay」などナルミヤの他のブランドと比べるとピンク色、水色といったパステルカラーや白色が基調であったり、筆記体のロゴ、フリルを多用し、女の子らしさを強調した服が多い。また両ブランドともバッグやポシェット、財布、髪飾りといった服飾小物も多数発売され、「mezzo piano」では女子用のランドセルも展開している。
2010年代中盤までは「mezzo piano」では「みみ」・「ぽぽ」が、「mezzo piano junior」では「ベリエ」・「ブルーベリエ」・「コロン」のキャラクターをプリントしたり、刺繍やワッペンで表現された服が多かったが、2010年代後半からは「mezzo piano」・「mezzo piano junior」ともキャラクターが省かれた服が多くなっている。
「mezzo piano junior」 は1999年頃誕生したブランドで2009年で10周年を迎えた。10周年記念で『ラブベリーｘリカコｘ MEZZO PIANO JUNIOR』のイベントが催された。mezzo pianoは『ニコラ』・『ニコ☆プチ』（新潮社）、『ラブベリー』（徳間書店）、『ピチレモン』（学研ホールディングス）、『DiaDaisy』（小学館）などティーン向けのファッション誌によく掲載されるブランドである。
「Melteen」 は2020年に誕生した派生ブランドで、「量産型女子」「ヲタ活女子」「地雷系女子」のキーワードと「大人でも子供でもない曖昧な女の子のかわいいを叶えるブランド」というコンセプトのもと、小学生高学年以上の少女をターゲットにしたブランドである。160サイズは婦人服のMサイズを基準にしているため、「mezzo piano junior」と比べて服が細めに作られている。2021年1月現在はオンラインのみで展開されている。
「mezzo piano junior」で前述のキャラクターがプリントされた服が多かった頃は、派生商品としてキャラクターを省いて大人っぽくした「mezzo piano crystal」も存在した。

## 歴代イメージモデル
『ニコ☆プチ』の専属モデルが務めている。過去には『ラブベリー』と『ピチレモン』の専属モデルも務めていた。
- 坂田梨香子 (2009年）
- 西埜実見 (2009年～2010年春）
- 未来穂香 (2010年春～2013年春）
- 田尻あやめ (2011年秋〜2012年夏)
- 阿部紗英 (2011年秋〜2013年夏)
- 金泉杏美 (2012年秋〜2013年夏)
- 荒川ちか (2013年夏〜2015年冬)
- 桃果 (2013年秋〜2014年夏)
- 関りおん (2013年秋～2015年夏)
- 涼凪 (2015年秋〜2016年夏)
- 伊藤小春 (2015年秋〜2016年夏)
- 高田凛 (2016年秋〜2018年夏)
- 林芽亜里 (2016年秋〜2019年夏)
- 藤村木音 (2018年秋〜2019年夏)
- 高比良由菜 (2019年秋〜2020年夏)
- 藤岡舞衣 (2020年秋〜)
- 飯尾夢奏（2022～2023）
- 鎌田英怜奈（2023～2024）

## タイアップ
小中学生向け少女漫画雑誌『ちゃお』（小学館）にて、2002年から2004年にかけて「mezzo piano junior」をテーマにしたタイアップ漫画『シンデレラ・コレクション』(漫画:今井康絵)が、
2015年から2016年にかけて「mezzo piano junior」を含むローティーン向けファッションをテーマにした漫画『探偵ミーミのおしゃれ事件簿』(漫画:ふじたはずみ)が連載された。